# René Vignal
René Vignal (Béziers, 1926. augusztus 12. – Toulouse, 2016. november 21.) válogatott francia labdarúgó, kapus.

## Pályafutása
1944 és 1947 között a Toulouse FC labdarúgója volt. 1947 és 1955 között az RC Paris csapatában védett, ahol egy francia kupa győzelmet ért el az együttessel. 1949-ben a francia válogatottban is bemutatkozott. 1954 áprilisában 17. válogatott mérkőzésén szerepelt és a svájci világbajnokságra készült a csapattal, de egy klub mérközésen súlyosan megsérült, eltört a karja. A sérülés következtében pályafutása befejezésére kényszerült. Visszatért szülővárosába, ahol egy bárt vásárolt és később a helyi csapatban, az AS Béziers-ben újra elkezdett védeni. 1960-ban végleg befejezte az aktív labdarúgást.

## Sikerei, díjai
RC Paris
- Francia kupa (Coupe de France)
  - győztes: 1949